# Bützow-Güstrow-Kanal

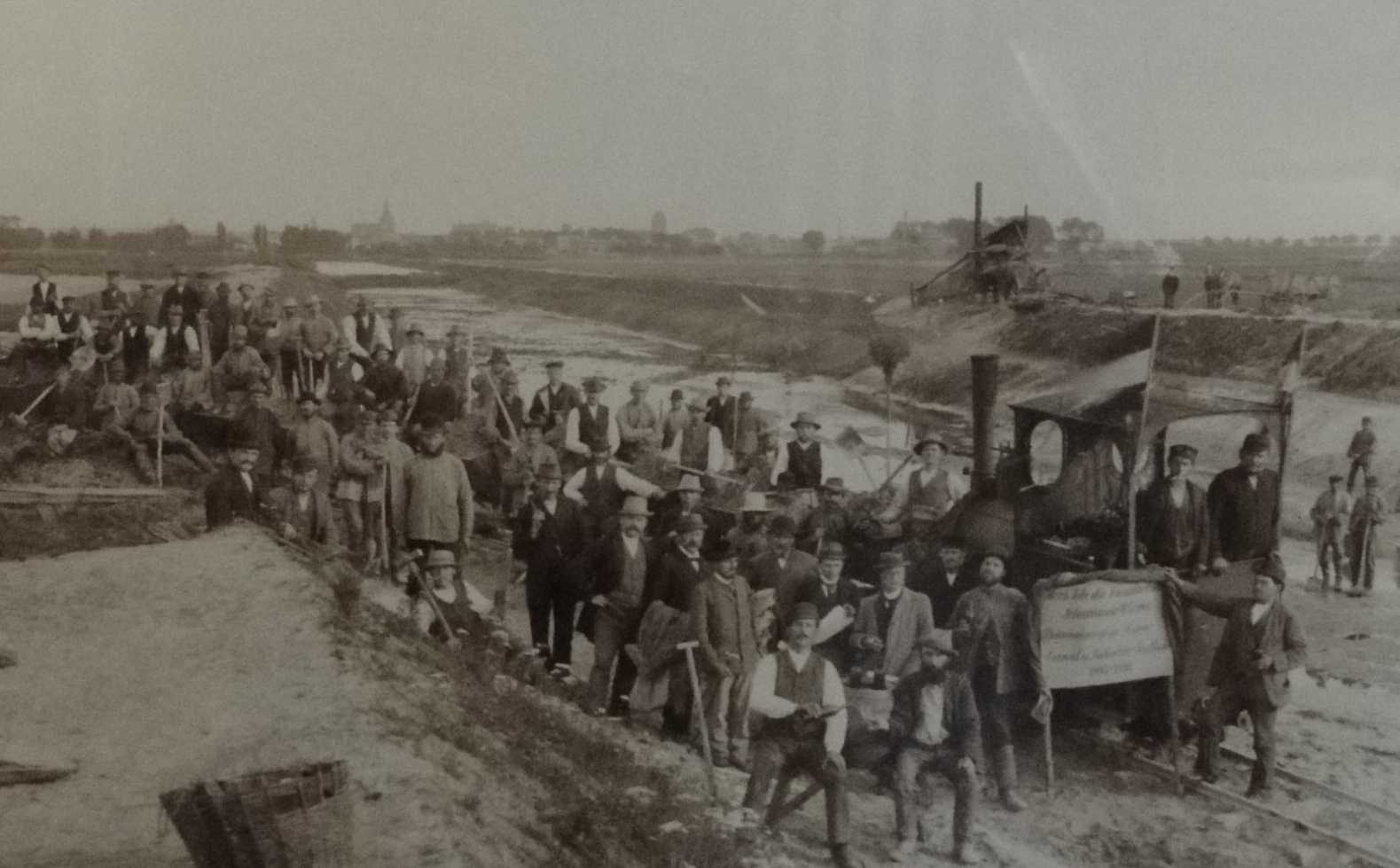
Bau vor Güstrow (1895/96)

Der Bützow-Güstrow-Kanal ist ein 14 km langer Kanal in Mecklenburg-Vorpommern. Als Teil der früheren Warnow-Nebel-Wasserstraße verbindet er die Stadt Güstrow mit der Warnow bei Bützow.

## Bedeutung
Der Kanal ist der Überrest einer im 19. Jahrhundert geplanten und teilweise verwirklichten Binnenwasserstraße von Rostock nach Berlin. Die Verbindung sollte von der Warnow unter Einbeziehung des Krakower und des Plauer Sees über Elde und Havel realisiert werden; gebaut wurde aber nur das Teilstück bis Güstrow.
Der Kanal zweigt am Nordostrand von Bützow (53° 50′ 58″ N, 11° 59′ 52″ O) von der Warnow ab und führt, im Tal der Nebel gelegen, vorbei an den Dörfern Zepelin, Klein Schwiesow und Parum nach Güstrow.

## Geschichte
Der Ausbau der Oberwarnow mit der Mühlendammschleuse (Rostock) und der Bau des Kanals wurden seit Mitte des 19. Jahrhunderts von Moritz Wiggers geplant. Erste Mittel wurden 1886 bewilligt, der Kanalbau jedoch nach eingehender Prüfung der Wirtschaftlichkeit erst 1894 begonnen. Die Kanaltrasse benutzt auf den ersten und letzten je 2,5 km das Bett der Nebel, dazwischen verläuft sie als 9 km langer Seitenkanal nördlich der windungsreichen Nebel. Der Verkehrsweg war für Schiffe bis zu 150 Tonnen konzipiert. Der Kanal hatte eine mittlere Wasserspiegelbreite von 21 Metern, eine Sohlenbreite von 14 m und eine Fahrwassertiefe von 1,80 m. Die Schleusen Wolken und Zepelin (51,0 × 6,6 m) sorgten für die Überwindung von etwa 4 m Höhenunterschied.
Das ursprünglich vorgesehene System mit einer Verbindung zur Elde kam nicht zustande, da vom weiteren Ausbau zum Plauer See abgesehen wurde.
Nachdem der Kanal im Oktober 1896 geflutet und durch eine Fahrt mit dem Benzinmotorschiff „Borwin“ erprobt worden war, wurde er Ende 1896 für den Verkehr freigegeben. Für die Befrachtung wurden acht Ladestellen eingerichtet.
In Güstrow siedelten sich drei Schleppschiffreedereien an, die jedoch nach ein paar Jahren ihren Betrieb einstellten. Bis zum Ersten Weltkrieg entwickelte sich auf dem Kanal nur ein mäßiger, durch andere Verkehrsarten zunehmend beeinträchtigter Frachtverkehr, vorwiegend mit Baustoffen. 1929 fiel mit der Zuckerfabrik Güstrow, die nicht wieder aufgebaut wurde, zudem ein wichtiger Befrachter aus. Bis 1953 wurde der Kanal von der Schifffahrt genutzt. Seit 1968 ist er keine Wasserstraße mehr und hat nur noch für den Wassertourismus eingeschränkte Bedeutung. Zeugnisse der Technik des ausgehenden 19. Jahrhunderts sind die steinerne Kammerschleuse Wolken, heute mit einem Wehr im Oberhaupt, die instandgesetzte Zugbrücke 2,5 km südlich von Lüssow und vier Drehbrücken.